# Palazzo delle Muse
Il palazzo delle Muse è un palazzo nonché una delle architetture più note e datate presenti nel comune di Viareggio.

## Storia
Il nome Palazzo delle Muse deriva dal fatto che il denaro che è stato speso per costruirlo è stato per lo più un dono da parte degli artisti, coltivatori delle belle arti come pittori, scultori, architetti, musicanti, poeti, ecc. Grazie ai loro doni il 14 ottobre 1861, si aprì la fabbrica di palazzo delle Muse su progetto dell'architetto Giuseppe Poggi, il quale fu appunto incaricato della costruzione di quello che nasce come Ospizio Marino.
Situato ai pressi della spiaggia, l'edificio consiste di un corpo di fabbrica prolungato su due ali a monte, aperto sul retro in un vasto ed arioso porticato scandito da pilastri in mattoni e volte a vela su cui poggia una terrazza. A quel tempo l'edificio si affacciava su un vasto giardino verdeggiante ricco di vegetazione e delimitato da una cinta muraria che faceva sempre parte del fondo di costruzione. Il loggiato presente nelle due ali laterali dell'edificio arricchiva il prospetto posteriore di esso e donava una certa armonia grazie all'alternanza cromatica dovuta al bianco della pietra usata per i capitelli e i basamenti dei pilastri che si contrapponeva appunto al rosso dei mattoni. L'Ospizio Marino è uno se non il principale specchio dei valori architettonico-urbanistici tipici dello stile del suo architetto Poggi, il quale confermerà di continuare a compiacersi per la sua opera Viareggina anche in età avanzata.
Nel 1893 l'edificio, per incrementare le proprie potenzialità, fu ampliato mediante la realizzazione di un'ala sul fianco rivolto verso ponente, eseguita dal capomastro Raffaello Morescalchi su disegno dell'ingegner Eugenio Del Prete. A ridosso dell'edificio vennero edificati poi la lavanderia, l'abitazione del custode e la grande terrazza per le cure elioterapeutiche, ed in un secondo momento, fu realizzato il blocco dell'isolamento per le malattie contagiose, costituito da quattro edifici a coppie simmetriche, tutti forniti di ariose verande. 
L'Ospizio nel 1912 divenne colonia permanente, fatta salva la disposizione eccezionale a trasformarlo in ospedale militare negli anni del primo conflitto mondiale, per poter curare soggetti affetti da malattie tubercolari chirurgiche e di forme mediche della minore età, oltre ad avere anche al suo interno un reparto speciale per i convalescenti di malattie acute o soggetti bisognevoli di soggiorno al mare. 
Da una perizia estimativa redatta dall'ingegner Alfredo Belluomini, nel giugno del 1923, al quale fu affidato il progetto mai realizzato di trasformare l'ospizio in edificio ad uso scolastico e pubblico, si desume con precisione quale fosse la situazione del lotto relativo al palazzo a seguito delle varie sistemazioni susseguitesi nel corso degli anni tra la fine dell'Ottocento e gli inizi del novecento.
Nel 1927 per far fronte a quelle che erano le nuove esigenze il palazzo venne ristrutturato nei suoi locali interni con interventi che non compromettessero troppo l'originaria scansione poggiana.
Nel 1938 infine il comune di Viareggio decise di acquistare il palazzo delle Muse, per adibirlo a scuola con lo scopo di riservare qualche locale volto ad accogliere la biblioteca pubblica, decretando così il trasferimento dell'Ospizio Marino di Firenze nella moderna struttura ospedaliera del Cinquale. 
Una recente ristrutturazione ha mirato a riportare il palazzo all'aspetto originario con lo scopo anche di adattare i locali ai nuovi ed attuali utilizzi tra cui la Biblioteca Comunale, la Galleria di Arte Moderna e Contemporanea ed il Centro documentario storico. Per molti anni il palazzo è stato anche sede della Fondazione carnevale di Viareggio che attualmente ha spostato i propri uffici presso la Cittadella del Carnevale.
Prima del suddetto trasferimento, il palazzo è stato bersaglio della protesta di un giovane manifestante. Questi, in disaccordo con il taglio dei fondi alla Biblioteca Comunale e la conseguente contrazione dell'orario di apertura, ha imbrattato il portone di ingresso con una scritta incresciosa rivolta alla maschera rappresentativa del carnevale di Viareggio, il Burlamacco.

## Galleria di Arte Moderna e Contemporanea
Il Palazzo delle Muse nasce grazie ad una sorta di mecenatismo da parte di vari artisti dell'Ottocento che permisero appunto economicamente la costruzione di questo edificio e ancora oggi questo continua ad avere a che fare con l'arte in particolar modo grazie alla GAMC, Galleria di Arte Moderna e Contemporanea presente al primo piano dell'architettura.
Al suo interno vi sono oltre 3000 opere di circa 750 artisti tutti attivi a partire dal XX secolo. Significativa è la presenza di opere di autori del luogo, che appunto vedono protagonista in molti casi il paesaggio o gli scenari della terra locale.
La GAMC inoltre possiede la più importante raccolta pubblica delle opere di Lorenzo Viani, originale esponente dell'Espressionismo europeo. Sono esposte collezioni di grafica, pittura e scultura e questo è senza dubbio uno dei più importanti centri espositivi specializzati nel settore. 